# تشان تشي هونج
تشان تشي هونج (بالصينية: 陳志康) (20 أكتوبر 1976 في الصين - ) هو مدرب كرة قدم ولاعب كرة قدم صيني في مركز جناح ‏. شارك مع منتخب هونغ كونغ لكرة القدم. أما مع النوادي، فقد لعب مع نادي جنوب الصين وHappy Valley AA ‏ وهونغ كونغ رينجرز.

## وصلات خارجية
- تشان تشي هونج على موقع قاعدة بيانات كرة القدم.إي يو (الإنجليزية)